# Csíkos rája
A csíkos rája (Raja microocellata) a porcos halak (Chondrichthyes) osztályának rájaalakúak (Rajiformes) rendjébe, ezen belül a valódi rájafélék (Rajidae) családjába tartozó faj.

## Előfordulása
A csíkos rája előfordulási területe az Atlanti-óceán keleti része; az Északi- és a Földközi-tengerből hiányzik. Ez a rájafaj kizárólag Írország, Délnyugat-Anglia és Nyugat-Szahara között található meg.

## Megjelenése
A felnőttkort 73-74 centiméteresen éri el. A legnagyobb hímek elérhetik a 80 centiméteres hosszt, míg a nőstények akár 86 centiméteresek is lehetnek. A legnagyobb kifogott példány 4,5 kilogrammot nyomott. A szemei igen kicsik. A két hátúszója nagyon közel helyezkedik el egymáshoz; köztük nincs tüske. Az idősebb példányt számos, akár 50 sornyi tüske is borítja a tarkója és az első hátúszója között; a fiatal ennél sokkal simább. A háti része szürkés, olajzöld vagy világosbarna, világosabb foltozással és sávozással; a hasi része fehér.

## Életmódja
Mérsékelt övi rája, mely akár 100 méter mélyen fekvő tengerfenéken is fellelhető. A homokos tengerfenéket és az árapálytérséget kedveli, ahol halakra vadászik.

## Szaporodása
Belső megtermékenyítéssel szaporodik. A nőstény a homokos vagy iszapos fenékre páros tojástokokat rak. A tojástok 6,6-10 centiméter hosszú és 4,1-6,3 centiméter széles, a sarkai élesek és kemények.

## Felhasználása
A csíkos rájának csak kismértékű a halászata. A sporthorgászok egyik kedvelt zsákmánya.

## Képek

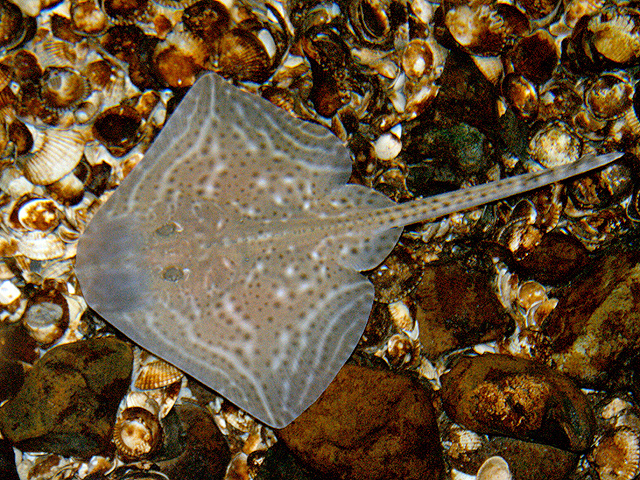
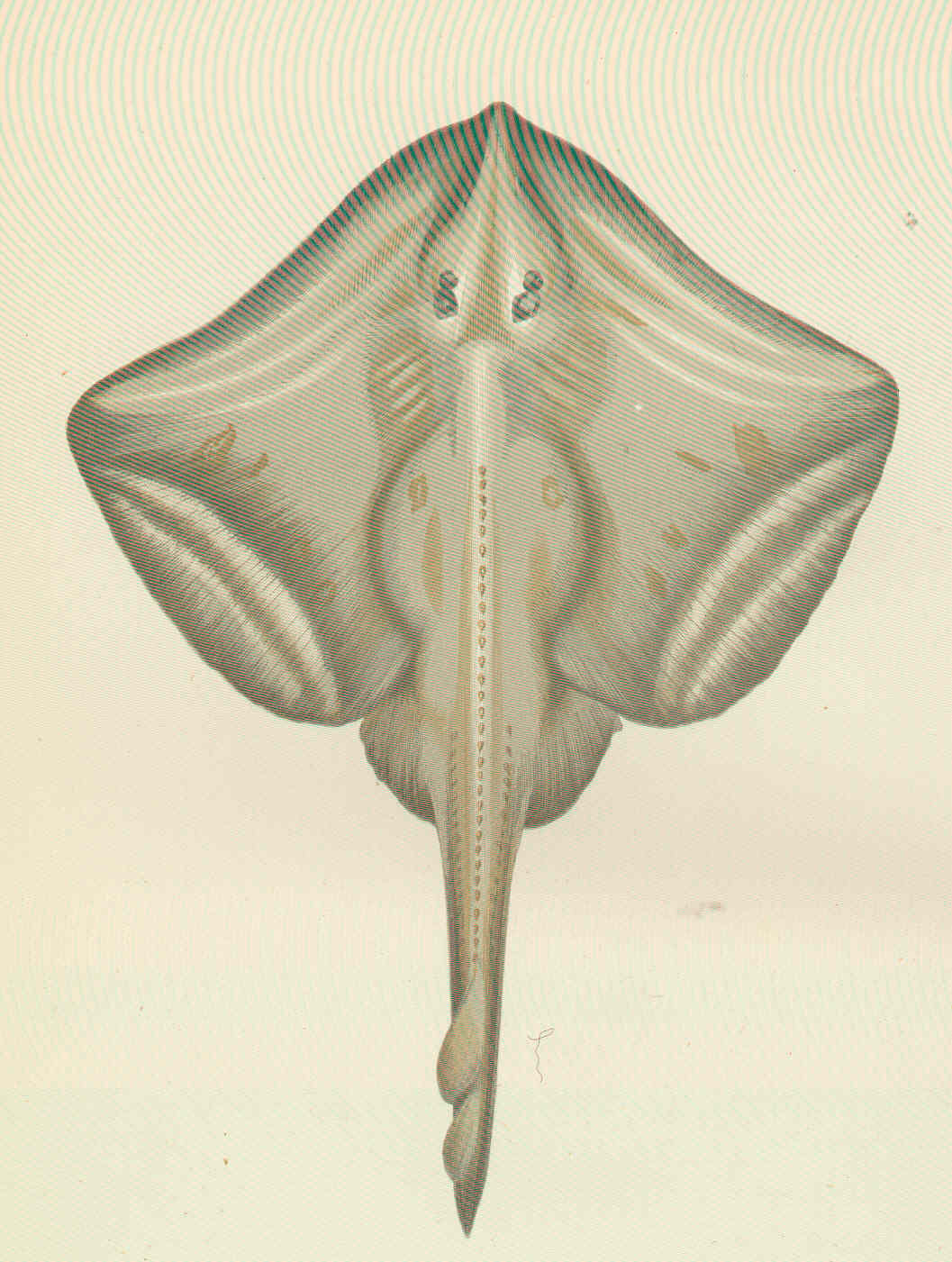
Régi rajz a halról